# Alena Filipava
Alena Piatrouna Filipava –en bielorruso, Алена Пятроўна Філіпава; en ruso, Елена Петровна Филиппова, Yelena Petrovna Filippova– (Minsk, 10 de octubre de 1987) es una deportista bielorrusa que compitió en lucha libre. Ganó una medalla de bronce en el Campeonato Mundial de Lucha de 2009 y una medalla de plata en el Campeonato Europeo de Lucha de 2009.

## Palmarés internacional
| Campeonato Mundial | Campeonato Mundial  | Campeonato Mundial | Campeonato Mundial |
| Año                | Lugar               | Medalla            | Categoría          |
| ------------------ | ------------------- | ------------------ | ------------------ |
| 2009               | Herning (Dinamarca) | Medalla de bronce  | 55 kg              |
| Campeonato Europeo |                     |                    |                    |
| Año                | Lugar               | Medalla            | Categoría          |
| 2009               | Vilna (Lituania)    | Medalla de plata   | 55 kg              |